# Meredith Michaels-Beerbaum
Meredith Michaels-Beerbaum (Los Ángeles, Estados Unidos, 26 de diciembre de 1969) es una jinete alemana que compite en la modalidad de salto ecuestre. Está casada con el jinete alemán Markus Beerbaum.
Participó en tres Juegos Olímpicos de Verano, entre los años 2008 y 2016, obteniendo una medalla de bronce en Río de Janeiro 2016, en la prueba por equipos (junto con Christian Ahlmann, Daniel Deußer y Ludger Beerbaum), y el cuarto lugar en Pekín 2008, en la prueba individual.
Ganó tres medallas en el Campeonato Mundial de Saltos Ecuestres, en los años 2006 y 2010, y seis medallas en el Campeonato Europeo de Saltos Ecuestres entre los años 1999 y 2015.

## Palmarés internacional
| Juegos Olímpicos   | Juegos Olímpicos           | Juegos Olímpicos  | Juegos Olímpicos |
| Año                | Lugar                      | Medalla           | Categoría        |
| ------------------ | -------------------------- | ----------------- | ---------------- |
| 2016               | Río de Janeiro (Brasil)    | Medalla de bronce | Por equipos      |
| Campeonato Mundial |                            |                   |                  |
| Año                | Lugar                      | Medalla           | Categoría        |
| 2006               | Aquisgrán (Alemania)       | Medalla de bronce | Individual       |
| 2006               | Aquisgrán (Alemania)       | Medalla de bronce | Por equipos      |
| 2010               | Lexington (Estados Unidos) | Medalla de oro    | Por equipos      |
| Campeonato Europeo |                            |                   |                  |
| Año                | Lugar                      | Medalla           | Categoría        |
| 1999               | Hickstead (Reino Unido)    | Medalla de oro    | Por equipos      |
| 2005               | San Patrignano (Italia)    | Medalla de oro    | Por equipos      |
| 2007               | Mannheim (Alemania)        | Medalla de oro    | Individual       |
| 2007               | Mannheim (Alemania)        | Medalla de plata  | Por equipos      |
| 2009               | Windsor (Reino Unido)      | Medalla de bronce | Por equipos      |
| 2015               | Aquisgrán (Alemania)       | Medalla de plata  | Por equipos      |